# Liste des évêques de Cagli
La liste des évêques de Cagli recense les noms des évêques qui se sont succédé sur le siège de Cagli, dans les Marches, en Italie depuis la fondation du diocèse de Cagli au IVe siècle. En 1819, Cagli est uni aeque principaliter au diocèse de Pergola. En 1973, Mgr Micci est nommé évêque de Fano, Fossombrone, Cagli et Pergola unissant ces diocèses in persona episcopi. L'union plénière a lieu le 30 septembre 1986 par le décret Instantibus votis de la Congrégation pour les évêques et le nouveau district ecclésiastique prend le nom actuel de diocèse de Fano-Fossombrone-Cagli-Pergola.

## Évêques de Cagli
La liste des évêques du premier millénaire est incertaine à cause du nom latin proche de Cagli (Calliensis), de Calvi (Calvensis) et de Gallese (it) (Gallensis).
- Greciano ? (mentionné en 359)
- Romano ? (mentionné en 499)
- Vaticano ? (mentionné en 502)
- Donato ? (? -721)
- Passivo Ier ? (721- ?)
- Anastasio ? (mentionné en 731)
- Rodolfo (mentionné en 761)
- Gioviano (mentionné en 769)
- Adelfredo (mentionné en 774)
- Passivo II (mentionné en 826)
- Andrea (mentionné en 853)
- Martino I (mentionné en 861)
- Giovanni I (mentionné en 881)
- Odolardo (mentionné en 887)
- Martino II (mentionné en 898)
- Giovanni II ? (967-968)
- Liutolfo (? -1045)
- Ugo I (1058-1062)
- Giovanni III (mentionné en 1068)
- Ugo II (1070-1093)
- Quirico (mentionné en 1154)
- Saint Rainier (it) (1160-1175), nommé archevêque de Split
- Alloderico (1176-1211)
- Andronico (1211-?)
- Anselmo (mentionné en 1217)
- Alberto (mentionné en 1229)
- Egidio, O.S.B (1233-1259)
- Morando, O.P (1259-1265), nommé évêque de Fano
- Ugolino Acquaviva (1266-1269)
  - Iacopo (1270-1276), administrateur apostolique
- Rinaldo Siccardi (1276-?)
- Guglielmo Mastini (1285-1295), nommé évêque d'Aquino
- Ottavio, O.S.B (1296-1296)
- Agnolo O.E.S.A (1296-1298), nommé évêque de Fiesole
- Lituardo Cerruti (1298-1301)
- Pacifico (mentionné en 1301)
- Giovanni (mentionné en 1304)
- Rogerio Todini, O.F.M (mentionné en 1315)
- Pietro I 1319-1326), déposé
- Alberto Sicardi, O.F.M (1328-1342)
- Guido Luzi (1342-1347)
- Pietro II, O.P (1348-1353)
- Tommaso Sferrato, O.F.M (1353-1378), nommé évêque de Marsico Nuovo
- Agostino, O.E.S.A (1378-1395), nommé évêque de Gaète
  - Agostino, O.E.S.A (1395-1397), administrateur apostolique
- Niccolò Merciario (1398-1413),
- Giovanni Buono Luzi (1413-1429)
- Genesio ou Senesio (1429-1439)
- Antonio Severi (1439-1444), nommé évêque de Gubbio
- Simone Paolo Crispigni (1444-1460)
- Consoluccio Mastini (1460-1474)
- Pierantonio Mastini (1474-1478)
- Guido Bonclerici (1478-1484)
- Barzio (1484-1494)
- Bartolomeo Torelli, O.P (1494-1496)
- Gaspare Golfi, O.F.M (1498-1503)
- Ludovico de Lagoria, O.P (1503-1504), nommé évêque de Lavello
- Bernardino De Lei (1504-1506)
- Antonio Crastini, O.F.M (1506-1507), nommé évêque de Montefeltro
- Giorgio Benigno Salviati, O.F.M (1507-1513), nommé archevêque de Nazareth
- Tommaso Albizi, O.P (1513-1525), nommé évêque titulaire de Bethléem
- Cristoforo Guidalotti Ciocchi del Monte (1525-1550), nommé évêque de Marseille
- Giovanni Ciocchi del Monte (1550-1554)
- Cristoforo Guidalotti Ciocchi del Monte (1556-1564), pour la seconde fois
- Giovanni Battista Torleoni (1565-1567)
- Paolo Maria Della Rovere (1567-1591)
- Ascanio Libertano (1591-1607)
- Timocrate (1607-1610)
- Filippo Bili, C.R (1610-1629)
- Giovanni Francesco Passionei (1629-1641), nommé évêque de Pesaro
- Pacifico Trani, O.F.M (1642-1660)
- Castracane De' Castracani (1660-1669)
- Andrea Tamantini (1670-1685)
- Giulio Giacomo Castellani, C.R.S.A (1686-1694)
- Benedetto Luperti (1694-1709)
- Alfonso De' Belincioni (1710-1721)
- Gianfrancesco De' Bisleti (1721-1726), nommé évêque de Segni
- Girolamo Maria Allegri, O.S.M (1726-1744)
- Silvestro Lodovico Paparelli (1744-1754)
- Lodovico Agostino Bertozzi (1754-1802)
  - Siège vacant (1802-1806)
- Alfonso Cingari (1806-1817)
- Carlo Monti (1818-1819), nommé évêque de Cagli et Pergola

## Évêques de Cagli et Pergola
- Carlo Monti (1819-1842)
- Bonifacio Cajani (1842-1863)
- Francesco Andreoli (1863-1875)
- Luigi Raffaele Zampetti (1875-1876), nommé évêque de Rimini
- Gioachino Cantagalli (1876-1884), nommé évêque de Faenza
- Giovanni Battista Scotti (1884-1894), nommé évêque d'Osimo et Cingoli
- Giuseppe Maria Aldanesi (1895-1906)
  - Siège vacant (1906-1908)
- Ettore Fronzi (1908-1918), nommé archevêque de Camerino
- Augusto Curi (1918-1925), nommé archevêque de Bari
- Giuseppe Venturi (1926-1931), nommé archevêque de Chieti
- Filippo Mantini (1931-1939)
- Raffaele Campelli (1939-1977)
- Costanzo Micci (1977-1985)
- Mario Cecchini (1986-1986), nommé évêque de Fano-Fossombrone-Cagli-Pergola

## Sources
- (en) Fiche du diocèse de Cagli-Pergola sur catholic-hierarchy.org